# Albuca polyphylla
Albuca polyphylla är en sparrisväxtart som beskrevs av John Gilbert Baker. Albuca polyphylla ingår i släktet Albuca och familjen sparrisväxter. Inga underarter finns listade i Catalogue of Life.